# Kanton Ydes
Der Kanton Ydes ist ein französischer Wahlkreis im Département Cantal und in der Region Auvergne-Rhône-Alpes. Er umfasst 19 Gemeinden im Arrondissement Mauriac. Sein bureau centralisateur ist in der Gemeinde Ydes.

## Geschichte
Der Kanton wurde am 22. März 2015 im Rahmen der Neugliederung der
Kantone neu geschaffen.

## Gemeinden
Der Kanton besteht aus 19 Gemeinden mit insgesamt 8960 Einwohnern (Stand: 1. Januar 2022) auf einer Gesamtfläche von 369,36 km²:
| Gemeinde                      | Einwohner 1. Januar 2022 | Fläche km² | Dichte Einw./km² | Code INSEE | Postleitzahl |
| ----------------------------- | ------------------------ | ---------- | ---------------- | ---------- | ------------ |
| Antignac                      | 282                      | 16,02      | 18               | 15008      | 15240        |
| Arches                        | 203                      | 16,15      | 13               | 15010      | 15200        |
| Bassignac                     | 222                      | 11,95      | 19               | 15019      | 15240        |
| Beaulieu                      | 84                       | 7,64       | 11               | 15020      | 15270        |
| Champagnac                    | 1.023                    | 28,01      | 37               | 15037      | 15350        |
| Champs-sur-Tarentaine-Marchal | 1.028                    | 60,32      | 17               | 15038      | 15270        |
| Jaleyrac                      | 360                      | 16,86      | 21               | 15079      | 15200        |
| La Monselie                   | 119                      | 9,49       | 13               | 15128      | 15240        |
| Lanobre                       | 1.350                    | 40,99      | 33               | 15092      | 15270        |
| Le Monteil                    | 269                      | 23,47      | 11               | 15131      | 15240        |
| Madic                         | 204                      | 6,63       | 31               | 15111      | 15210        |
| Saignes                       | 821                      | 6,81       | 121              | 15169      | 15240        |
| Saint-Pierre                  | 146                      | 14,27      | 10               | 15206      | 15350        |
| Sauvat                        | 217                      | 14,48      | 15               | 15223      | 15240        |
| Sourniac                      | 196                      | 11,72      | 17               | 15230      | 15200        |
| Trémouille                    | 169                      | 29,09      | 6                | 15240      | 15270        |
| Vebret                        | 514                      | 24,43      | 21               | 15250      | 15240        |
| Veyrières                     | 120                      | 13,67      | 9                | 15254      | 15350        |
| Ydes                          | 1.633                    | 17,36      | 94               | 15265      | 15210        |
| Kanton Ydes                   | 8.960                    | 369,36     | 24               | 1515       | –            |

## Politik
| Vertreter im Departementrat | Vertreter im Departementrat         | Vertreter im Departementrat |
| Amtszeit                    | Namen                               | Partei                      |
| --------------------------- | ----------------------------------- | --------------------------- |
| 2015–                       | Daniel Chevaleyre Mireille Leymonie | Diverse                     |